# Erika Mahringer
Erika Mahringer   (Linz, 16 de novembre de 1924 - Mayrhofen, 30 d'octubre de 2018), coneguda com a Riki Mahringer, fou una esquiadora austríaca, que va destacar durant les dècades del 1940 i 1950.

## Jocs Olímpics
Especialista en esquí alpí, en els Jocs Olímpics d'Hivern de 1948 realitzats a Sankt Moritz (Suïssa) participà en les proves de descens, on finalitzà en 19è lloc; la prova d'eslàlom, on aconseguí la medalla de bronze; i la prova de combinada, on també aconseguí la medalla de bronze.
En els Jocs Olímpics d'Hivern de 1952, realitzats a Oslo, Noruega, participà novament en les tres proves disputades, finalitzant en quarta posició del descens, dissetena en l'eslàlom i vint-i-dosena en la combinada.

## Campionats del món
Les medalles aconseguides als Jocs Olímpics l'any 1948 són considerades vàlides per al Campionat del Món d'aquell any. Així mateix, en el Campionat del Món d'esquí alpí de l'any 1950 disputat a Aspen (Estats Units) aconseguí la medalla de plata en les proves de descens i eslàlom.

## Empresària
Mahringer, juntament amb la seva família, va fundar escoles d'esquí, amb 170 persones contractades, i va contribuir a la indústria turística austríaca.
Amb el seu marit, Ernst Spieß, es va establir a Mayrhofen i hi va fundar la primera escola d'esquí; al 1955 va crear la Riki's Skikindergarten, primera escola d'esquí per a nens. I també van dur a terme programes d'excursions de muntanya.

## Referències

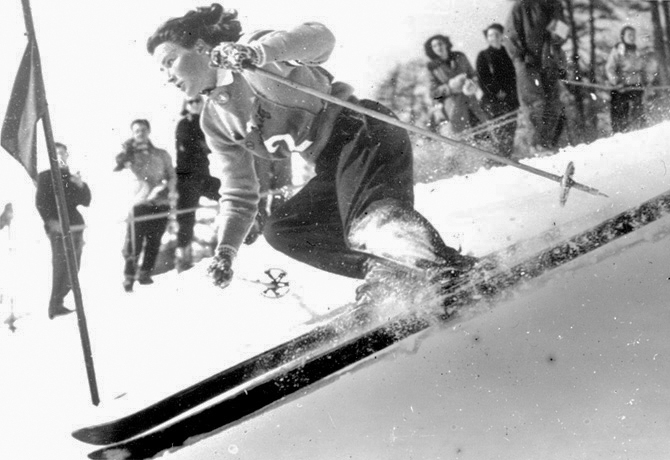
Campionats del món de St. Moritz de 1948